# 山形メディアタワー
山形メディアタワー（やまがたメディアタワー、Yamagata Media Tower）は、山形県山形市旅篭町にあるマスメディア施設。山形新聞・山形放送（YBC）等が入居し運営を行っている。2007年（平成19年）5月25日にグランドオープンした。放送・新聞等マスメディアの中心拠点を作ることを目指している。

## 概要
建物は地上9階、地下2階建。屋上には情報カメラ2台と電波塔が備えられている。電波塔は夜間になると翌日の天気予報に合わせた色使いのライトアップがされる。

## 沿革
山形新聞社・山形放送は1960年（昭和35年）の山形放送のテレビ放送開始に合わせて、このメディアタワーの近接地である山形市旅篭町に山形新聞放送会館を設置し、ここを拠点に山形県のマスメディアの中心拠点を築き上げてきたが、施設の老朽化や高画質・高音質の地上デジタル放送開始による最新技術の導入、旅篭町周辺地域の再開発等が必要となったため、2003年（平成15年）より建設を開始。2004年（平成16年）に第1期工事が完了し2006年（平成18年）に第2期工事が完了。同2006年（山形新聞社創刊130年記念）に山形新聞社・山形放送の社屋などを移転させ、2007年（平成19年）4月に最終工事が完了、5月25日にグランドオープンを迎えた。